# Афродизии
Афродизии  (на старогръцки: 'Αφροδίσια) е ежегоден фестивал, който се е провеждал в Древна Гърция в чест на богинята Афродита Пандемос, (на старогръцки: Ἀφροδίτη Πάνδημος). Той е особено важен в Атика и на остров Кипър, където Афродита е белязана от великолепни тържества. Фестивалът се провежда в рамките на месец Хекатомбион – от третата седмица на юни, до третата седмица на юли по григорианския календар. Афродита е почитана в повечето от градовете на Кипър, а също и в Китира, Спарта, Тива, Делос и Елида. Нейният най-стар храм е в град Пафос. Текстови източници споменават еротиката на фестивалите Афродизии в Коринт и Атина, където много проститутки, които са пребивавали в града отпразнуват празника като средство за поклонение на своята покровителка. Еротичният фестивал е един от най-важните ритуали в Делос, въпреки че до нас не-са достигнали подробности за протичането на тези празници. Каменни надписи показват, че на празника се закупуват въжета, факли и дърво.

## Фестивални ритуали
Информация за ритуалите, протичащи по време на фестивала Афродизии е в съответствие с представянето на Афродита в иконографията и текстовите паметници. Първият ритуал на фестивала включва очистване на храма с кръв от гълъб, свещената птица на Афродита. След това се носят свещени изображения на богинята и на Пейто, в шествие. В Кипър участниците, които са били посветени в тайните на Афродита, са били гощавани със сол, олицетворяваща родената от морето Афродита, и хляб, изпечен във формата на фалос. Афродита и връзката ѝ с морето е добре документирана и произхожда от Хезиод и неговата Теогония, където той твърди, че „морската пяна е родила богинята.“ По време на фестивала не е позволено да извършват кървави жертвоприношения, тъй като олтарът не може да бъде оскверняван с кръвта на жертвите, които обикновено са бели кози. Това разбира се изключва кръвта на Свещения гълъб, жертван в началото на ритуала, за да очисти олтара. Поклонниците носят цветя и тамян на Афродита, която често присъства в иконографията яхнала козел, който, както е известно, е символ на простора. Павсаний и Платон остроумно отбелязват: „смисълът на козата оставям за тези, които се досетят“, намеквайки за чувствения характер на култа към Афродита.

## Афродита Всенародна
В IV век атическите философи прокарват разграничение между Афродита Урания – Небесната Афродита, представляваща трансценденталната духовна любов, и Афродита Пандемос (Всенародна), богинята на земната плътска любов, макар и нейната сфера на влияние често да излиза извън рамките на простото чувствено удоволствие. Тя също така мълчаливо обединява населението в единствено социално или политическо тяло с понятието за общност сред хората. Почитането ѝ в Атина в това отношение се приписва на Тезей, когато той съчетава различни градове на Атика в едно политическо и социално тяло, известно като синойкизъм.

## Афродизии в съвременния свят
В днешно време, последователи на гръцкия Политеистичен пантеон реконструират и все още празнуват фестивала на еротиката Афродизии за три дни в Хекатомбион от атическия календар – някъде между месец юли и август по грегорианския календар. Освен това четвъртия ден от всеки месец се смята за свещен ден за Афродита и нейният син Ерос. Тези модерни последователи на Древната гръцка религия пресъздават Афродизии и други древни празници на групи и в единични поклонения.